# 壱岐・対馬フェリー

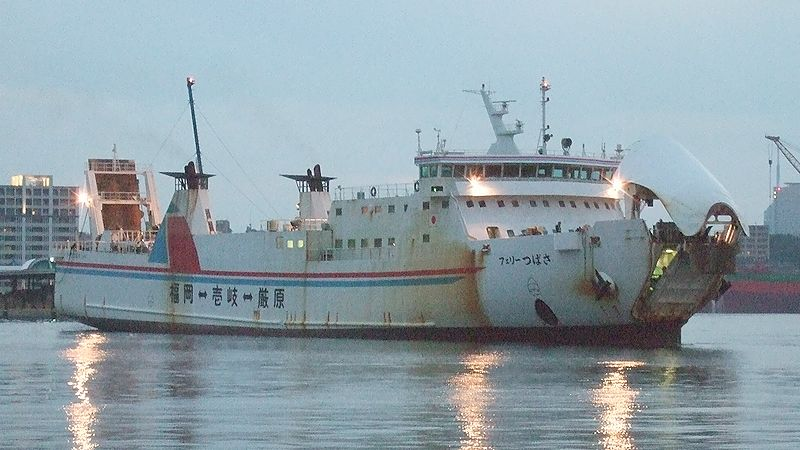
フェリーつばさ

壱岐・対馬フェリー株式会社（いき・つしまフェリー）は、福岡県福岡市中央区に本社を置く海運会社。福岡市と長崎県壱岐・対馬を結ぶ航路を運営している。また、旅客・貨物だけではなく同区間の生活物資、各社朝刊、医薬品、危険物輸送事業も行っている。

## 概要
1907年（明治40年）、創業者の真崎鉄一が、台湾で煉瓦の製造販売を行う会社として創業し、自社で運搬するため、1921年（大正10年）に帆船及び機帆船を購入し海上輸送を開始した。
1940年（昭和15年）には真崎組造船所を設立、1948年（昭和23年）に大川海運として改めて設立され、大川海運物産を経て2006年（平成18年）に現社名に改称された。

## 航路
- 博多港（須崎ふ頭） - 芦辺港（壱岐） - 厳原港（対馬）

1日1-2往復の運航。

### 乗船場
- 那の津発着所（福岡） - 福岡県福岡市中央区那の津4丁目5-9
- 芦辺発着所（壱岐） - 長崎県壱岐市芦辺町箱崎中山触2575-19
- 厳原発着所（対馬） - 長崎県対馬市厳原町東里301-38

## 船舶
保有している船舶の多くが個室・寝台・シャワーなどの客用設備も備えるが旅客定員は12名に制限され、海上運送法における貨物船として運航されている。

### 就航中の船舶
- みかさ

2015年（平成27年）に壱岐対馬シーラインが調達した船舶で、もとは伊是名村営フェリー「ニューいぜな」である。伊是名村では1998年（平成10年）7月20日に就航し、2015年9月7日まで運航された。2016年5月下旬から6月上旬の「フェリーつばさ」のドック期間中に壱岐・対馬フェリーが代船として運航し、同年12月1日より壱岐・対馬フェリーで就航した。
2019年に運航ダイヤから外されアイドルグループ・STU48の劇場船「STU48号」に改装されたが、2021年5月23日にSTU48が劇場船での活動を終了したのちに復元され、「みかさ」として再就航している。
「ニューいぜな」は旅客定員245名であったが、「フェリーつばさ」と同様、旅客定員は12名に制限され、ベッドルームが新設されている。
1998年（平成10年）7月竣工、山中造船建造、671総トン、全長77.80m、幅12.50m、出力2,800kW×2、航海速力19ノット、旅客定員12名
- あすなろ

トクヤマの子会社であるトクヤマロジスティクスが所有するセメントタンカー。
2000年（平成12年）建造、366.0総トン、全長49.9m、幅9.8m、出力1,200PS、653.0DWT
- フェリーなぎさ

2023年9月に「フェリーつばさ」の代替船の導入発表と船名募集が行われ、同10月に最多票数であった「なぎさ」に決定した。2024年1月13日から福岡・対馬間で運航している。前身は共同組海運が鹿児島・奄美間で運航していた貨物フェリー「きょらむん」で、改装・船名変更ののち本航路に就航した。
- フェリーかなた

### かつて保有していた船舶
- フェリーつばさ

1995年（平成7年）就航、1,585総トン、全長98.52m、幅14.50m、出力2,940kW×2、航海速力20.5ノット、旅客定員12名
設備：ドライバーベッド・個室・自動販売機・男女別洗面所・サウナ・シャワー・喫煙ルーム・サロン大型TV・対馬海峡に合わせアメリカ製のフィンスタビライザーを装備した。
- フェリーみかさ

元伊江村営フェリー・初代「ぐすく」。上記「みかさ」がSTU48の劇場船となるため、2018年に壱岐対馬シーラインが調達し当社が用船した。
1992年竣工、藤原造船所建造、616総トン、全長66.0m、幅12.80m、出力2,000kw×2、航海速力15.5ノット、旅客定員12名